# Service météorologique national du Mexique
Le Service météorologique national du Mexique (espagnol : Servicio Meteorológico Nacional), abrégé SMN, est l'organisation météorologique nationale du Mexique. Il recueille des données et émet des prévisions, des avis et des avertissements pour l'ensemble du pays. Le SMN relève directement de la Commission nationale de l'eau (CONAGUA) depuis 1989, qui à son tour fait partie du Secrétariat à l'Environnement et aux Ressources naturelles du Mexique (SEMARNAT). Il a été créé le 6 février 1877 par ordre du président Porfirio Díaz.

## Histoire
Un décret présidentiel a fondé El Observatorio Meteorológico y Astrónomico de México (L'Observatoire météorologique et astronomique du Mexique) le 6 février 1877 dans le cadre de la commission d'exploration géographique du territoire national. En 1880, il devient une agence indépendante située au château de Chapultepec et regroupant alors six observatoires. En 1901, le Servicio Meteorologia Nacional avait 31 sections, une pour chaque État, et 18 observatoires indépendants se rapportant au bureau central de Tacubaya par télégraphe.
En raison de la révolution mexicaine, entre 1910 et 1911 l'ordre fut donné de déplacer l'Observatoire météorologique dans les bureaux de géophysique, dans le bâtiment de l'ex-archevêché de Mexico, où se trouvait encore l'Observatoire astronomique national mais ce dernier déménagea plus tard dans un bâtiment adjacent. En juin 1913, le Service météorologique et l'Observatoire de Mexico ont repris leurs travaux dans le bâtiment où il se trouve actuellement dans le quartier de Tacubaya à Mexico.
Sous le gouvernement de Manuel Ávila Camacho (1940-1946), le Secrétariat des ressources hydrauliques a été créé, incorporant le Service météorologique national sous le nom de Direction de la géographie et de la météorologie. En 1947, le Mexique a signé la Convention de l'Organisation météorologique mondiale (OMM). L'ingénieur Federico Peña a été directeur de la géographie et de la météorologie de 1947 à 1960. Au cours de ces années, cette direction était également chargée de cartographier le territoire national.
En 1972, sous le gouvernement de Luis Echeverría Álvarez, les activités géographiques sont passées à la Direction des études du territoire national et le service météorologique est devenue la Direction générale du Service météorologique national, dépendant du Secrétariat de l'agriculture. En 1980, l'organisation comprenait 72 observatoires, dont 9 font des radiosondages, plus de 3 000 stations météorologiques et cinq radars météorologiques. En 1989, lors de la création de la Commission nationale de l'eau (Conagua), le service météorologique a y été intégré en tant que sous-direction et, en 1990, il est devenu la Direction du Service météorologique national. À partir de 1999, il est devenue la coordination générale du service météorologique national et relève directement de la direction générale de Conagua.

## Mandat
Le Service Météorologique National est l'organisme chargé de fournir des informations sur l'état du temps à l'échelle nationale et locale. Ses principales fonctions sont :
- Informer le système national de protection civile des conditions météorologiques susceptibles d'affecter la population et ses activités économiques ;
- Diffuser des bulletins météorologiques et des avertissements au public ;
- Collecter et fournir les données météorologiques et climatiques ;
- Réaliser des études climatologiques ou météorologiques.

## Infrastructure
Pour mener à bien ses objectifs, le SMN dispose d'un réseau d'infrastructures d'observation suivantes :
- Réseau de stations météorologiques de surface, composé de 76 observatoires météorologiques ;
- 15 stations de radiosondage faisant des lancers deux fois par jour ;
- 12 radars météorologiques répartis sur le territoire national. Ce réseau a commencé à fonctionner en 1993 et couvre la quasi-totalité du pays ;
- une station de réception des images du satellite météorologique GOES.